# Trachylepis lavarambo
Trachylepis lavarambo är en ödleart som beskrevs av  Ronald Archie Nussbaum och RAXWORTHY 1998. Trachylepis lavarambo ingår i släktet Trachylepis och familjen skinkar. IUCN kategoriserar arten globalt som sårbar. Inga underarter finns listade i Catalogue of Life.